# Domingo Maroglio
Domingo Orlando Maroglio (Buenos Aires, 25 de septiembre de 1902-desconocido) fue un banquero y comerciante argentino, que se desempeñó como presidente del Banco Central de la República Argentina, designado por Juan Domingo Perón, entre 1947 y 1949.

## Carrera
Nació en Buenos Aires en 1902, hijo del matrimonio formado por Félix José Maroglio y Esmeralda Sobrero. Comenzó trabajando en la Dirección de Correos y Telégrafos en la década de 1920. Posteriormente se desempeñó por más de 20 años en el Banco de la Nación Argentina, hasta 1944. Salió del Banco Nación para ocupar el cargo de subgerente del Banco de Crédito Industrial, cargo que desempeñó entre 1944 y 1945, cuando alcanzó el puesto de gerente general, donde se mantuvo hasta 1946, cuando dejó el cargo para pasarse al Banco Central argentino, como gerente general, ya que era cercano al presidente Miguel Miranda.
El presidente Juan Domingo Perón lo designó al frente del Banco Central, tras la salida de Miranda, cargo que asumió el 17 de julio de 1947. Se mantuvo en el cargo hasta el 19 de enero de 1949. Su gestión al frente del Banco Central intentó ser una continuidad de la presidencia de Miranda, además de que la institución contó con el mismo grupo de colaboradores que ya había tenido en el Banco Nación y en el Banco de Crédito Industrial.
Fue propietario de parte del paquete accionario de la Editorial Haynes. Recibió la Orden del Mérito Civil de España en el grado de Gran Cruz.